# Virgil Ardeleanu
Virgil Ardeleanu (n. 5 februarie 1932, Târgu Mureș, România – d. 2006, Cluj-Napoca, România) a fost un critic literar român, specializat în proza română modernă.

## Biografie
S-a născut în familia lui Gheorghe Ardeleanu și a soției sale, Maria (n. Zamfir). A urmat cursurile primare la Alba Iulia (1939-1943) și studiile secundare la Liceul „Mihai Viteazul” din Alba Iulia (1943-1947) și Liceul „George Barițiu” din Cluj (1947-1951), apoi a studiat la Facultatea de Filologie, secția limba și literatura română, a Universității „Victor Babeș” din Cluj (1951-1955). După absolvirea facultății a lucrat ca bibliotecar la Biblioteca Centrală Universitară din Cluj (1956-1959), apoi redactor (1959-1971) și redactor-șef adjunct (1971-1994) la revista literară Steaua din Cluj.
A decedat în anul 2006 la Cluj-Napoca.

## Activitatea literară
Virgil Ardeleanu a debutat în 1959 cu un articol de critică literară publicat în revista Steaua din Cluj. În decursul timpului a mai colaborat la revistele Tribuna, Viața Românească, Gazeta literară, Luceafărul, Convorbiri literare, Familia și Transilvania. Debutul editorial a avut loc în 1966 cu volumul Însemnări despre proză. Ulterior Ardeleanu a publicat și alte cărți de critică literară. Volumul Jurnal (1989) a apărut parțial în revista 
Transilvania.
A fost membru al Uniunii Scriitorilor din România, Filiala Cluj, și a obținut Premiul Asociației Scriitorilor din Cluj (1972). Autorul unui articol necrolog publicat în România literară îl considera „un nume de referință al criticii literare de după 1960”.
Lucrările critice ale lui Virgil Ardeleanu se evidențiază, în opinia criticului Marian Papahagi, prin „caracterul tranșant
al aprecierilor sale”. „În critica literară contemporană, Virgil Ardeleanu are poziția, oarecum ingrată, a unui spirit excesiv polemic, partizan al expresiei tăioase și al judecății formulate fără menajamente, adesea în răspăr cu opinia generală”, a completat același critic.

## Scrieri
- Însemnări despre proză, Ed. pentru literatură, București, 1966;
- Proza poeților, Ed. pentru literatură, București, 1969;
- „A urî”, „a iubi”. Puncte de reper în proza actuală, Ed. Dacia, Cluj, 1971;
- Opinii. Prozatori și critici, Ed. Dacia, Cluj-Napoca, 1975;
- Mențiuni, Ed. Dacia, Cluj-Napoca, 1978;
- Jurnal, Ed. Cartea Românească, București, 1989;
- Soledad, Ed. Noul Orfeu, București, 2004.